# Kuchl (Gemeinde Kuchl)
Kuchl ist ein Marktort im Salzachtal wie auch Hauptort, Ortschaft und Katastralgemeinde der Gemeinde Kuchl im Tennengau (Bezirk Hallein).

## Geographie
Golling befindet sich 20½ km südöstlich vom Stadtzentrum Salzburg, und gut 7 km südöstlich von Hallein. Der Ort liegt rechts an der Salzach, auf 470 m ü. A. auf einer kleinen Talerhebung im Golling–Halleiner Becken, dem Bühel.
Der Markt bildet eine eigene Ortschaft und weitgehende deckungsgleich Katastralgemeinde (circa elf Hektar) und einen Zählsprengel (Kuchl-Zentrum). Er umfasst knapp 450 Gebäude mit um die 1750 Einwohnern, ein Viertel der Gemeindebevölkerung.
| Wenger                                                   | Jadorf ∗ (KG)Moos (O)                       | David                                                |
| SalzachWeißenbach-SiedlungWeißenbach (O, KG Weissenbach) | Kompassrose, die auf Nachbargemeinden zeigt | Weißen Weißensiedlung Georgenberg (O u. KG) Hellweng |
| SalzachGallenhof                                         | Lampl Kellau (O u. KG)                      | Kuchlbach                                            |

∗ Die Ortschaft Jadorf grenzt nominell im Südosten ein kurzes Stück beim Holztechnikum an

## Geschichte

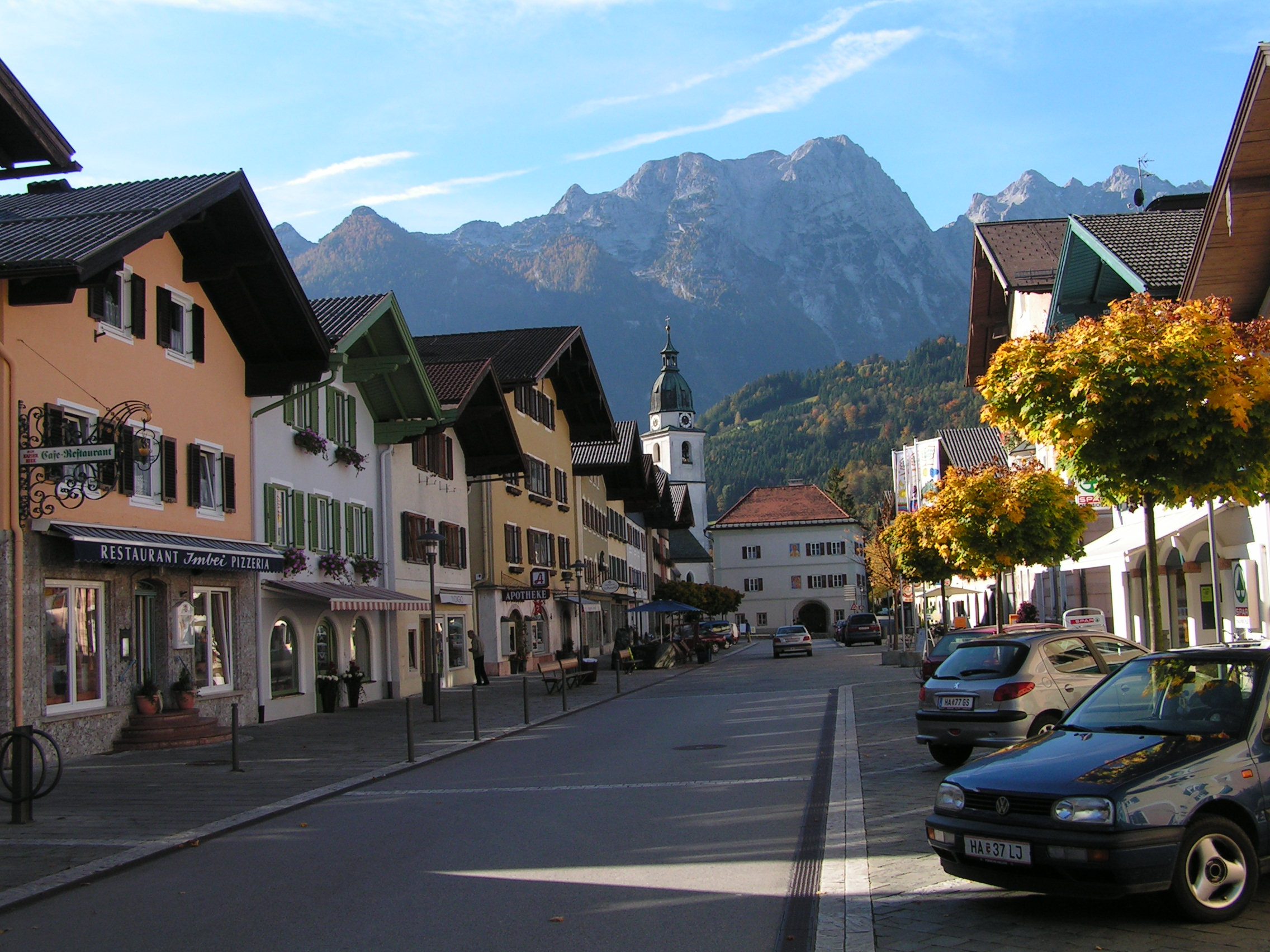
Marktplatz Kuchl, hinten das Göllmassiv

Der Ort hat seinen Namen sicherlich vom Mansio (Poststation) Cucullae der Römerstraße Virunum – Iuvavum von der alten Hauptstadt der Provinz Norikum, Virunum im Zolleld, über den Radstädter Tauern und durch den Pass Lueg nach Salzburg (Iuvavum), dem Verkehrsknoten des Alpenvorlandes. Die Station selbst lag aber wohl am Fuß das Georgenbergs, den die Straße westlich passierte, am Berg befand sich ein Castellum. Der Name steht vielleicht zu lateinisch cucullus Spitzmütze, Gugel, auch spitzer Berg.
Das Kastell bestand mutmaßlich als Fluchtburg auch nach den Abzug der Römer im 5. Jahrhundert weiter, um 790 ist das “cucullis castrum, vulgariter dicitur Chuchil” urkundlich erwähnt.
Dort wird die erste Kirche (heutige Georgskirche) gestanden haben. Ob am Kuchler Bühel selbst eine vormittelalterliche Ansiedlung war, ist unbekannt. 788 sind hier – vielleicht aber auch im weiteren Raum – schon neun Häuser genannt.
997 hatte der Kuchler Dienstmann Gezo einen Tauschvertrag mit dem Erzbischof von Salzburg geschlossen, und in Folge entstand hier eine Grafschaft mit Landgericht.
Der Markt Kuchl wurde um 1000 von den Grafen von Plain angelegt. Dabei dürfte auch die Turmburg Kuchl entstanden sein, wie ein frühes Magdalenenpatrozinium vermuten lässt
(heute im Kern von 1565, Pfarramt). Ab den 1160/70er Jahren sind hier die Herren von Kuchl nachweislich, später bedeutende Magistrale der Fürsterzbischöfe.
1230 wurde die Pfarre Kuchl eingerichtet.
Das Dorf Kuchl wurde um 1380 zum Bannmarkt erhoben, zu dieser Zeit (13. Jahrhundert) umfasste es schon 35–40 Häuser.
Bald wurde jedoch der fürsterzbischöfliche Gerichtssitz auf die Burg Golling übertragen, und Kuchl verlor an Bedeutung, blieb aber Pfarr- und regionaler Marktort. Auch verlief die Reichstraße, die heutige Salzachtalstraße B 159, durch den Ort. Bis zur vorletzten Jahrhundertwende hatte sich der Gebäudestand kaum verdoppelt.
Mit dem Bau der Giselabahn 1873–75
und besonders nach dem Zweiten Weltkrieg setzte dann auch hier intensivere Ortsentwicklung ein. Mit der Ansiedlung des Holztechnikum Kuchl ab den 1940er Jahren wurde der Ort auch wichtiger Schul- und dann auch Hochschul- und Forschungsstandort mit Fokus auf Holzwirtschaft (heutiger Campus Kuchl). 1968 wurde die Tauernautobahn bis Kuchl, 1972 bis Golling eröffnet.

## Infrastruktur und Kultur
Die Salzachtal Straße B 159 führt durch den Ort, die Tauern Autobahn A 10 ist bei Speckleiten (Anschlussstelle Kuchl, Exit 22) erreichbar.

### Haltestelle Kuchl
Kuchl verfügt über eine eigene Bahnhaltestelle der Salzburg-Tiroler-Bahn, an der ÖBB-REX-Garnituren und die Linie S3 der S-Bahn Salzburg halten. Die ÖBB-Züge sind in den Salzburger Verkehrsverbund (SVV) eingebunden.
Die Fahrzeit nach Hallein ist etwa 5–10 Minuten, nach Salzburg Hbf. 20 Minuten mit dem REX und 35 Minuten mit der Schnellbahn, nach Bischofshofen Bhf. etwa 25 Minuten mit allen Zügen.
| Vorherige Station | Salzburg-Tiroler-Bahn REX | Nächste Station     |
| ----------------- | ------------------------- | ------------------- |
| Hallein Bhf       | Kuchl Hst                 | Golling-Abtenau Bhf |
|                   | S-Bahn Salzburg           |                     |
| Kuchl Garnei Hst  | Kuchl Hst                 | Golling-Abtenau Bhf |

### Wirtschaft und Bildung
- Volksschule Kuchl
- Holztechnikum Kuchl/Campus Kuchl mit HTL für Betriebsmanagement/Holzwirtschaft, Fachschule für Holzwirtschaft und Sägetechnik und Internat (Privatschule mit Öffentlichkeitsrecht); Landesberufsschule und Schülerheim; Studiengänge der Fachhochschule Salzburg;[11] Private Schule für Einrichtungsberater; ProHolz Salzburg, Holzcluster Salzburg

### Bauten
- Pfarrkirche Hll. Maria und Pankraz mit Totenkapelle und Ölbergkapelle[12]
- Pfarrhof Kuchl, hervorgegangen aus dem Turm der Kuchler/Panicher, im Kern von 1565[12]
- Volksschule, von Architekt Gerd Wittfeld
- Fachhochschule, Bauteil 2, der Dietrich Untertrifaller Architekten
- Sägehalle am Holztechnikum, von Architekt Paul Schweizer
- Marktkreuz: Barockes Kruzifix an der Hauptstraße[12]
- Marktbrunnen vor dem Gemeindeamt von Josef Zenzmaier aus 1979[12]
- Relief Predigt des Hl. Severin an der Salzachbrücke von Josef Zenzmaier aus 1960[12]

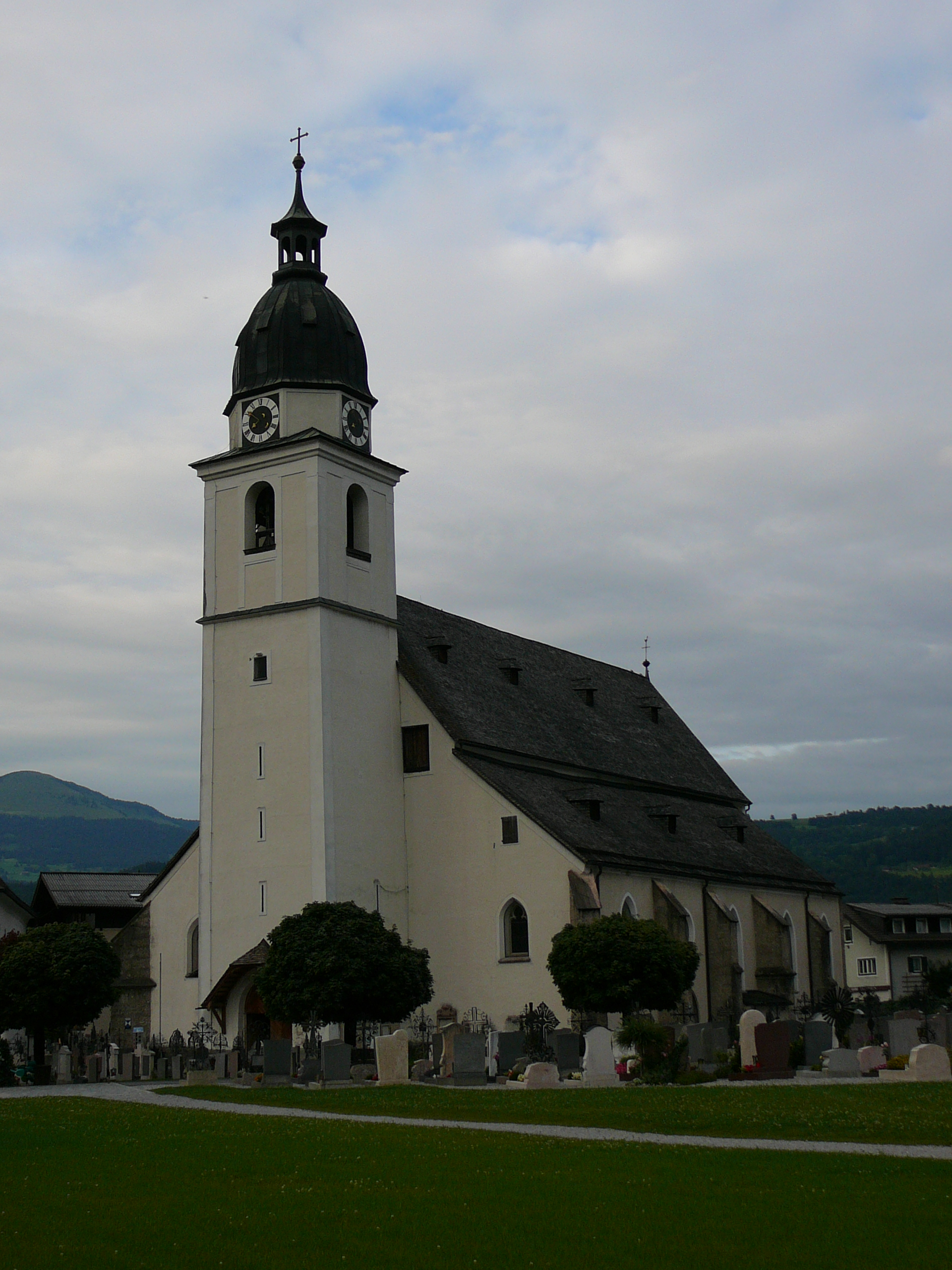
Pfarrkirche
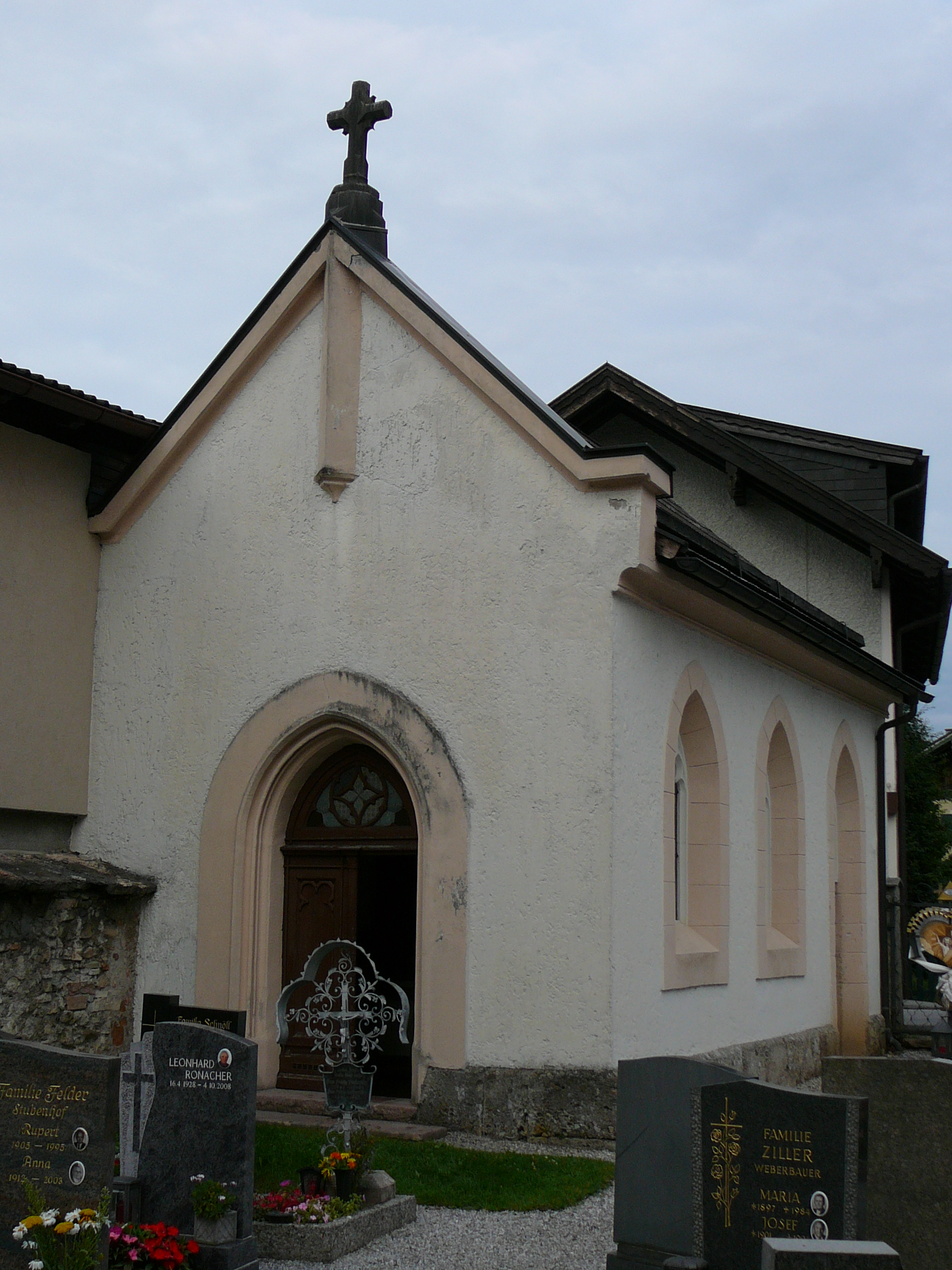
Ölbergkapelle
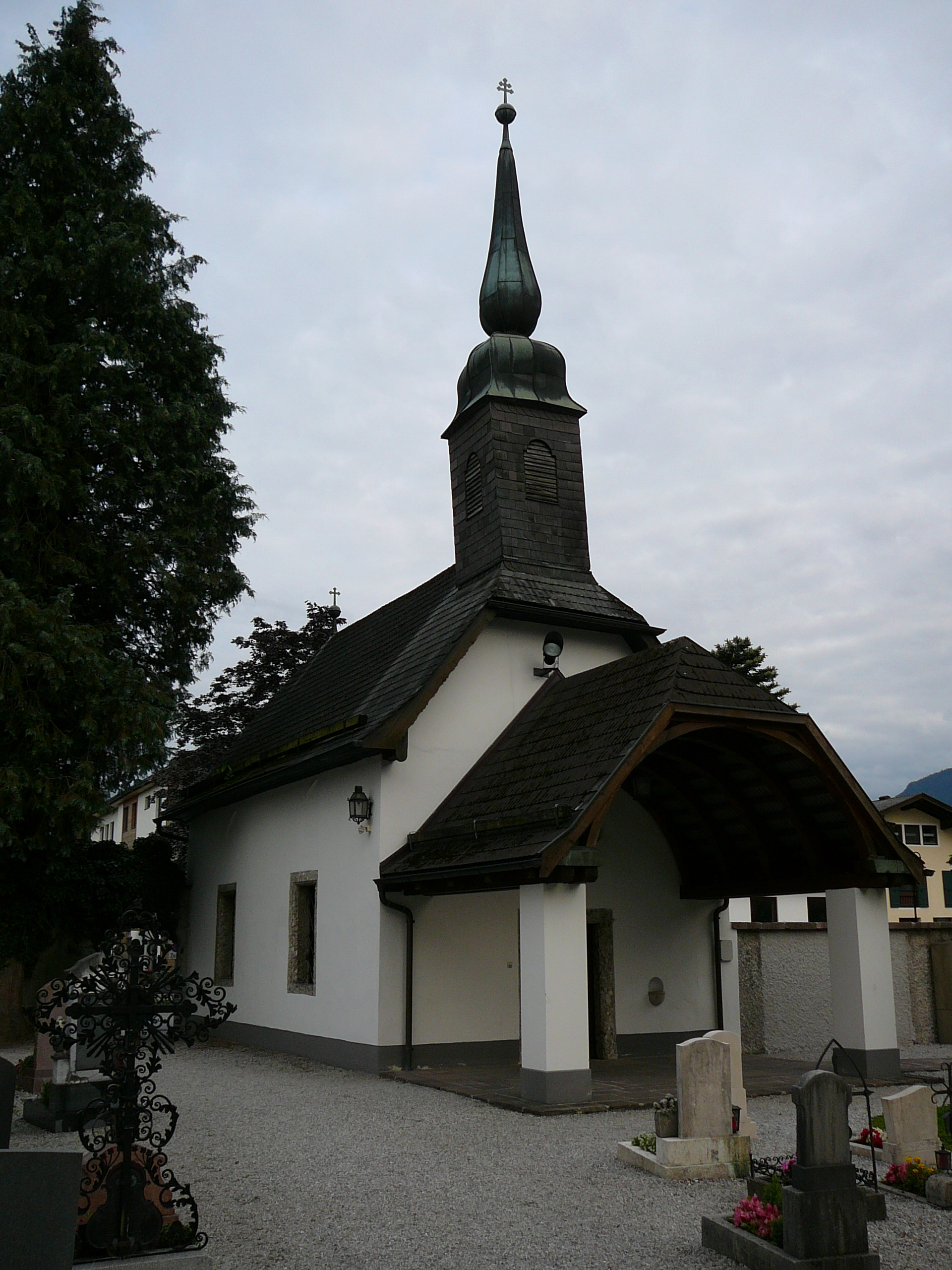
Totenkapelle
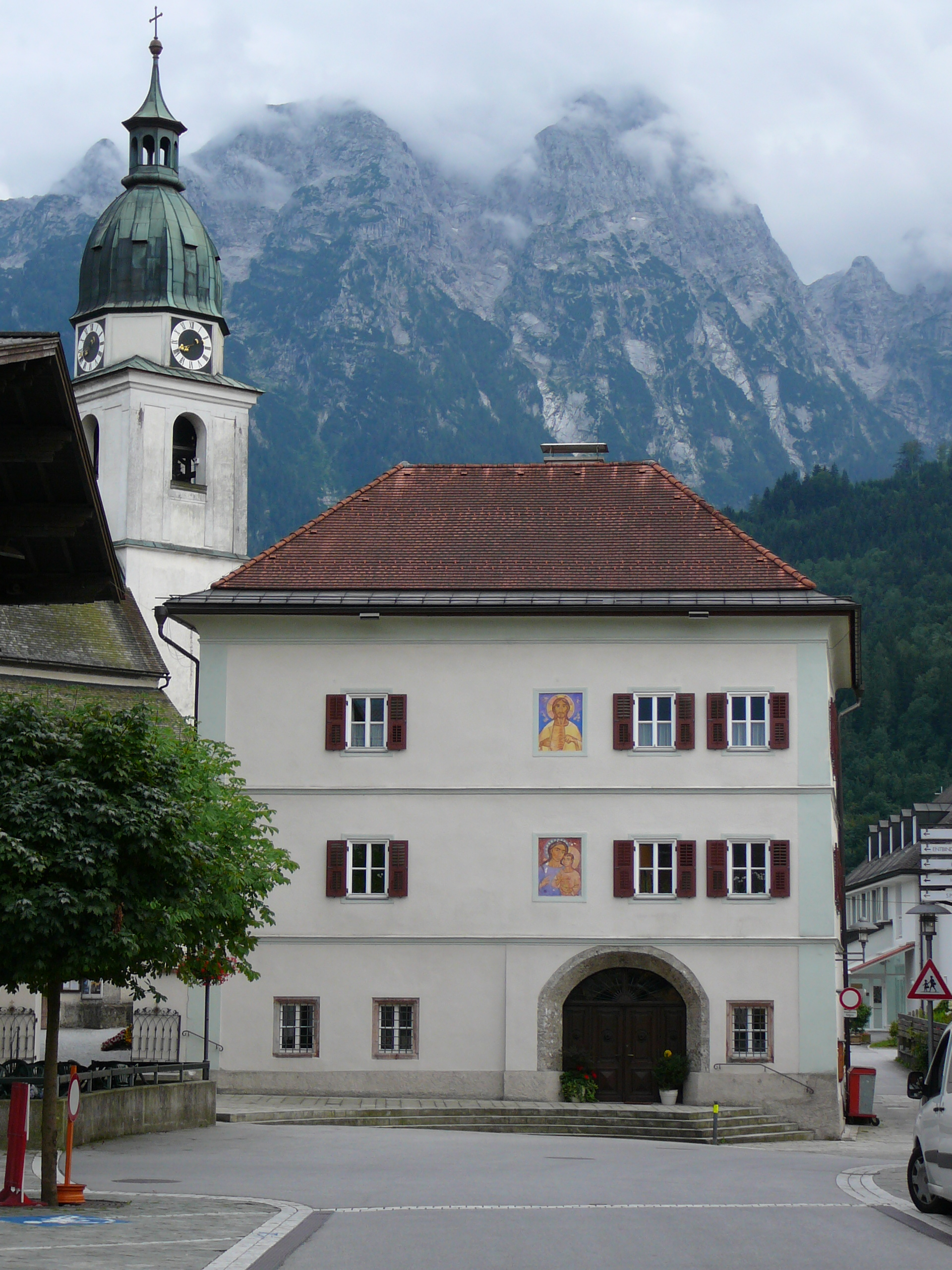
Pfarrhof
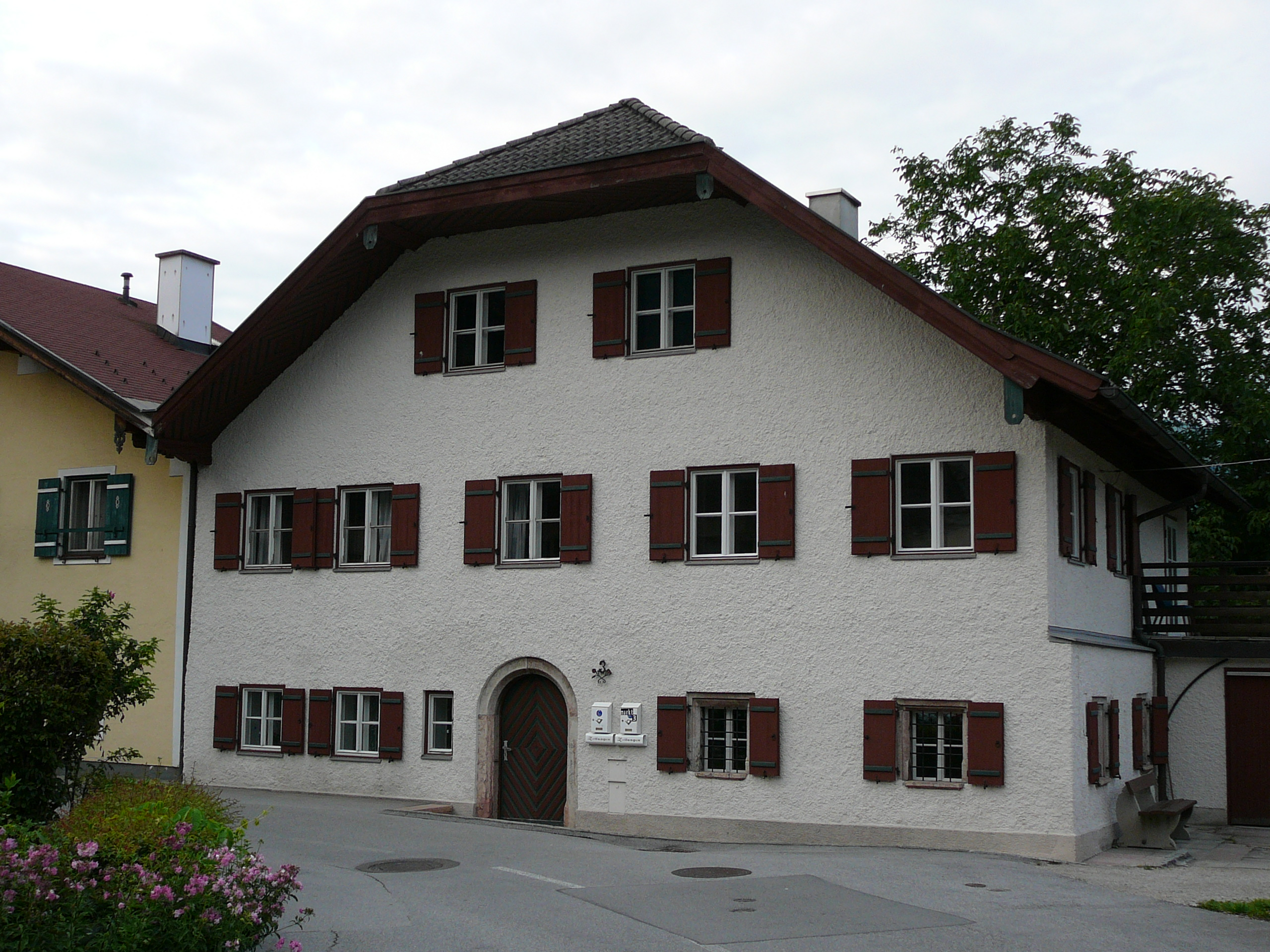
Mesnerhaus
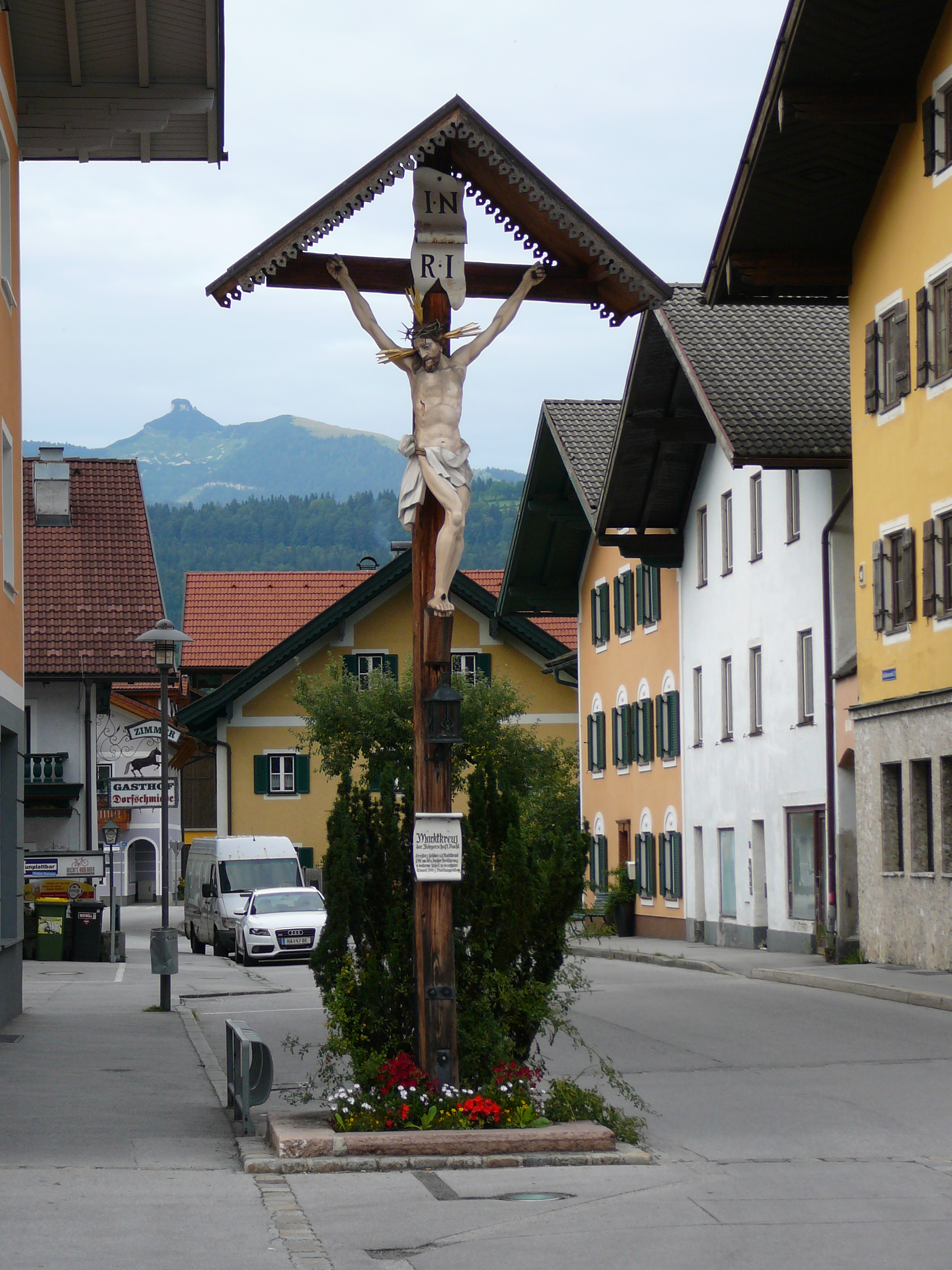
Marktkreuz

### Museum
Das örtliche Museum wird vom Museumsverein Kuchl betrieben. Dauernd werden Objekte der Vergangenheit, Grabungsfunde und Gebrauchsgegenstände gezeigt. Schwerpunkte sind das Bruderschaftswesen und die Römerzeit, sowie das Zunftwesen (bekannt ist besonders der Schusterjahrtag). Es zeigt jährlich Sonderschauen.

### Waldrappprojekt
Seit 2011 läuft im Ort ein Projekt zur Wiederansiedlung des Waldrapps. Seit 2014 brüten Waldrappe am Ort.